# 弗拉菲烏斯·科齊
弗拉菲烏斯·科齊（羅馬尼亞語：Flavius Koczi；1987年9月26日—），生於雷希察，是一位羅馬尼亞男子競技體操運動員。他的強項是跳馬，曾在2008年和2012年夏季奧運會闖入跳馬項目的決賽。